# Natação nos Jogos Pan-Americanos de 2007 - 200 m costas feminino
O evento dos 200 m costas feminino nos Jogos Pan-Americanos de 2007 foi realizado no Rio de Janeiro, Brasil, com a final realizada em 22 de julho de 2007.

## Medalhistas
| Ouro   | USA Teresa Crippen |
| Prata  | USA Julia Smit     |
| Bronze | CAN Liz Wycliffe   |

## Resultados

### Final
| Posição | Nadador                    | Nação              | Tempo   | Nota |
| ------- | -------------------------- | ------------------ | ------- | ---- |
| 1       | Teresa Crippen             | USA Estados Unidos | 2:10.57 | GR   |
| 2       | Julia Smit                 | USA Estados Unidos | 2:11.18 |      |
| 3       | Liz Wycliffe               | CAN Canadá         | 2:13.29 |      |
| 4       | Karah Stanworth-Belleville | CAN Canadá         | 2:17.11 |      |
| 5       | Fernanda González          | MEX México         | 2:17.33 |      |
| 6       | Erin Volcán                | VEN Venezuela      | 2:17.46 |      |
| 7       | Lourdes Villaseñor         | MEX México         | 2:20.29 |      |
| 8       | Paula Baracho              | BRA Brasil         | 2:21.05 |      |